# Simon Nyandwi
Simon Nyandwi (ur. 1950, zm. 22 marca 2005), polityk Burundi, mąż Nahayo Immaculée.
Działał w ruchu opozycyjnym CNDD-FDD (Narodowa Rada Obrony Demokracji – Siły Obrony Demokracji). Po zawarciu porozumienia między CNDD-FDD a rządem wszedł w skład rządu; objął stanowisko ministra spraw wewnętrznych, które pełnił do końca życia. Jego śmierć spowodowała kryzys polityczny, po tym jak prezydent Domitien Ndayizeye odmówił powołania na stanowisko ministra spraw wewnętrznych kandydata wysuniętego przez CNDD-FDD.